# Fontanals de Cerdanya
Fontanals de Cerdanya, sovint també Queixans i Urtx (perquè l'IEC en rebutja la denominació oficial per impròpia), és un municipi de la comarca de la Cerdanya. Es va formar com a fusió dels antics municipis de Queixans i d'Urtx l'any 1969. L'ajuntament està situat al nucli del Vilar d'Urtx. Destaquen les esglésies de Sant Martí d'Urtx (romànica), Sant Cosme i Sant Damià de Queixans, Sant Miquel de Soriguerola (romànica del segle xi), Santa Eulàlia d'Estoll (romànica i consagrada pel bisbe Nantigis l'any 913) i Sant Esteve de les Pereres.
Fontanals forma part de la baga de la Cerdanya. Com diu Josep Pla produeix una sensació d'amplària, d'elevació, de lluminositat, de llibertat. Aquesta sensació és encara més acusada a Fontanals, ja des de la seva situació privilegiada es pot gaudir d'una bellíssima perspectiva de la comarca.

## Etimologia
Per tal que no prevalgués cap topònim dels antics respecte als altres, s'escollí el terme Fontanals per a la nova entitat municipal sorgida el 1969 de la fusió dels municipis d'Urtx i Queixans. Josep Vinyet Estebanell, secretari dels municipis d'Urtx i Queixans i del futur municipi de Fontanals, proposà trobar un nom genèric, compartit per uns i altres. Josep Delcor i Josep Ravetllat van proposar el nom d'un paratge dalt de la muntanya anomenat Els Fontanals.
Del primer, provenen els pobles o nuclis d'Urtx, El Vilar d'Urtx (capital del municipi actualment), Escadarcs, Estoll, Soriguerola, el mas de l'Escloper, el mas de Santes Creus i el mas de Soriguera; del segon, els de Queixans, Les Pereres, el mas Montagut, el molí de l'Anglès i el mas d'Amunt.
L'Ajuntament de Fontanals de Cerdanya es troba al nucli de El Vilar d'Urtx on es construí un edifici de nova planta dissenyat per l'arquitecte municipal Josep Maria Ros Vila.
Les Pereres consta també amb el nom d'Hansi, Ans o Ancs abans del segle xiii quan ja consta com a Parera. Queixans fa referència al gentilici llatí Cassianus, derivat de Cassius o bé al mot xeixa emprat per determinar una mena de blat (imatge que forma part de l'escut actual). Sembla que el topònim Urtx deriva del mot basc ur que vol dir aigua. Estoll, també conegut amb la grafia Astoll, sembla un nom preromà amb una arrel basca que derivaria d'estoil: fulles seques. Pel que fa al topònim Soriguera, podria venir del mot llatí soricaria que vol dir 'cau de ratolins' i el diminutiu -ola. Altres creuen que prové del nom d'un ocell, el xoriguer.

## Geografia o medi físic
- Llista de topònims de Fontanals de Cerdanya (Orografia: muntanyes, serres, collades, indrets..; hidrografia: rius, fonts...; edificis: cases, masies, esglésies, etc).

Amb una superfície de 28,64 km², el seu espai geogràfic s'estén pels dos vessants del tossal Rodó (1.751m) i de les Roques Altes (1.776m) d'on es domina la vall d'Alp fins al barranc de Saltéguet, fins a la riba del riu Segre, a tramuntana.
Els diversos torrents que reguen el territori baixen paral·lels en una mateixa direcció. Són, d'est a oest, el de Les Pereres, dels Mas d'Amunt, de Queixans o de la Malúria i de les Deveses o d'Urtx, a més de la riera del Vilar d'Urtx. També integra el riu d'Alp en el seu curs baix, tot penetrant pel pla d'Estoll i afluint al Segre a l'altura de Soriguerola. Aquí el municipi limita amb Bolvir, i a més a llevant, a prop del mas Morer i del Molí de l'Anglès, on segueix de prop el torrent de la Llavanera, el terme confronta amb el de Puigcerdà. Travessant d'est a oest, els serrats de Montagut i Les Pereres i pel de l'Orri i el camí del Pla de les Forques a la pleta dels Anyells, limita amb Vilallobent.
Per ponent termeneja amb Ger i Das en el pla, i amb Alp a la part muntanyosa (les Espalloses i el torrent del pla de les Forques). A més el terme el formen la Serra de Queixans, el serrat de Cuiràs i el de les Llançanes.
La carretera N-260 que ve de Ribes de Freser voreja el termenal de ponent i travessa el Segre vers Puigcerdà, a prop de Queixans, i comunica també amb la carretera C-162 que és la xarxa d'accés al Túnel del Cadí. Urtx i Queixans tenen sengles estacions de ferrocarril de la línia Barcelona-Puigcerdà-La Tour de Querol. Hi ha una carretera secundària que uneix El Vilar amb Urtx, i una segona que va fins al Pont del Soler, lloc de pas de l'antic camí d'Alp a Puigcerdà i possible via romana que menava a Llívia. L'Aeròdrom de la Cerdanya es troba, en part, sota la jurisdicció de Fontanals.

## Climatologia
Clima Mediterrani de tipus Prepirinenc Occidental. La precipitació mitjana anual està condicionada per l'alçada (entre 700 mm a la plana i 1000 mm als cims. Hiverns molt freds (2 °C i -3 °C de mitjana) i amb una marcada inversió tèrmica. Estius suaus, entre 14 °C i 18 °C, amb una alta amplitud tèrmica tant anual com diària.
Fontanals de Cerdanya forma part de la baga, clarament diferenciada de la solana. Alguns dels nuclis estan situats a la falda de la muntanya (Les Pereres, Queixans, Urtx i el Vilar) i altres a la plana (Escadarcs, Estoll i Soriguerola).

## Demografia
| 1497 f | 1515 f | 1553 f | 1717 | 1787 | 1857 | 1877 | 1887 | 1900 | 1910 |
| ------ | ------ | ------ | ---- | ---- | ---- | ---- | ---- | ---- | ---- |
| 26     | 38     | 31     | 453  | 542  | 818  | 673  | 647  | 579  | 578  |

| 1920 | 1930 | 1940 | 1950 | 1960 | 1970 | 1981 | 1990 | 1992 | 1994 |
| ---- | ---- | ---- | ---- | ---- | ---- | ---- | ---- | ---- | ---- |
| 557  | 552  | 538  | 505  | 526  | 462  | 313  | 321  | 298  | 298  |

| 1996 | 1998 | 2000 | 2002 | 2004 | 2006 | 2008 | 2010 | 2012 | 2014 |
| ---- | ---- | ---- | ---- | ---- | ---- | ---- | ---- | ---- | ---- |
| 376  | 374  | 399  | 428  | 428  | 425  | 443  | 457  | 472  | 443  |

| 2016 | 2018 | 2020 | 2022 | 2024 | 2026 | 2028 | 2030 | 2032 | 2034 |
| ---- | ---- | ---- | ---- | ---- | ---- | ---- | ---- | ---- | ---- |
| 446  | 455  | 437  | 533  | 531  | -    | -    | -    | -    | -    |

El primer cens és del 1970 després de la fusió de Queixans i d'Urtx. Les dades anteriors són la suma dels antics municipis.

## Història

### Prehistòria i Edat Antiga
Ocupat des de la prehistòria, s'hi ha localitzat restes de ceràmica de l'edat de bronze i l'edat de ferro. També s'han trobat restes d'època ibèrica (poblats d'Escadarcs, Urtx i el Vilar) i romana (probablement vil·les a Estoll i Urtx).

### Edat mitjana i Edat Moderna
El lloc d'Urtx s'esmenta ja en el segle xi quan esdevé un feu dels comtes de Cerdanya. L'any 1081 Bernat, fill de Bernat II de Cerdanya i de Conflent, i germà del vescomte Ramon II de Cerdanya, adopta el títol de Vescomte d'Urtx. El Llinatge dels Urtx posseí la senyoria d'Urtx amb el terme de Queixans i la senyoria de la vall de Toses.
Un personatge notable d'aquesta nissaga fou Pere d'Urtx, Bisbe d'Urgell (1269-93), el qual signà els pariatges d'Andorra. El seu germà, Ramon II d'Urtx, rebé del rei Jaume de Mallorca totes les jurisdiccions d'Urtx, llevat la pena de mort. En Ramon II d'Urtx fou el pare d'Hug de Mataplana, el qual, casat amb Sibil·la de Pallars, fou tronc de la tercera dinastia dels comtes de Pallars.
Vers el 1316 la senyoria d'Urtx pervingué al rei. Després fou posseïda per diversos senyors, com ara el vescomte de Castellbò el 1359. El 1560 pertania al Col·legi de Preveres de Santa Maria de Puigcerdà. Al s.XVII-XVIII tenim enregistrada al baronia d'Estoll, Mosoll i Escadarcs.
Amb el Tractat dels Pirineus, l'any 1659, els pobles d'Urtx i Queixans queden a la banda catalana de la nova frontera.
L'evolució del poblament segueix diferents alts i baixos. El 1365, entre Urtx i Queixans sumen 41 focs, però van perdent habitants fins a la fi del segle XVI.

### S. XIX
Al llarg dels s.XVII i XVIII es produeix un augment en la demografia fins a arribar a tenir, només el terme d'Urtx, 544 habitants el 1859.

### S. XX
Després, un nou descens fins ben bé l'any 1950, quan es quedà amb 265 habitants. A partir de la unió dels dos municipis, el poblament ha anat augmentant fins als nostres dies.

## Economia
L'any 2019, el 85,19% de l'activitat econòmica del municipi el representen les empreses dedicades als serveis, sobretot establiments turístics. El 14,81% restant està conformat per empreses dedicades a la construcció.

## Política i administració
Els alcaldes que van signar la fusió dels municipis de Queixans i Urtx foren Joan Costa Pallarès (darrer alcalde de l'Ajuntament de Queixans) i Jaume Ribot Mirosa (darrer alcalde de l'Ajuntament d'Urtx). Ribot fou el primer alcalde del municipi de Fontanals de Cerdanya del 19 de gener de 1970 al 3 de maig de 1972. Abans de les primeres eleccions democràtiques de 1979, Gil Adam Vilalta i Manel Moure Veiras foren alcaldes del municipi. Del 3 de maig de 1972 al 25 de novembre de 1975 el primer, i del 25 de novembre de 1975 al 19 d'abril de 1979 el segon.
| Període     | Alcalde o alcaldessa   | Partit polític | Data de possessió | Observacions |
| ----------- | ---------------------- | -------------- | ----------------- | ------------ |
| 1979–1983   | Isidre Forga Rufiandis | Independents   | 19/04/1979        | 07/05/1983   |
| 1983–1987   | Isidre Forga Rufiandis | CIU            | 23/05/1983        | 09/06/1987   |
| 1987–1991   | Isidre Forga Rufiandis | CIU            | 11/07/1987        | 25/05/1991   |
| 1991–1995   | Isidre Forga Rufiandis | CIU            | 15/06/1991        | 27/05/1995   |
| 1995–1999   | Isidre Forga Rufiandis | CIU            | 17/06/1995        | 12/06/1999   |
| 1999–2003   | Isidre Forga Rufiandis | Independents   | 03/07/1999        | 24/05/2003   |
| 2003–2007   | Isidre Forga Rufiandis | CIU            | 14/06/2003        | 26/05/2007   |
| 2007–2011   | Isidre Forga Rufiandis | CIU            | 16/06/2007        | 21/05/2011   |
| 2011–2015   | Josep Serret Mills     | CIU            | 11/06/2011        | 22/05/2015   |
| 2015–2019   | Ramon Chia Gálvez      | ERC            | 13/06/2015        | 12/06/2019   |
| 2019-2023   | Ramon Chia Gálvez      | ERC            | 15/06/2019        | Actualitat   |
| Des de 2023 | n/d                    | n/d            | 17/06/2023        | --           |

| Entitat de població | Habitants (2023) |
| Queixans            | 209              |
| el Vilar d'Urtx     | 113              |
| Urtx                | 79               |
| Estoll              | 44               |
| Soriguerola         | 36               |
| Escadarcs           | 33               |
| les Pereres         | 19               |
| Font: Idescat       |                  |

## Llocs d'interès
El municipi de Fontanals compta amb cinc esglésies: Sant Esteve de les Pereres, Sant Cosme i Sant Damià de Queixans, Sant Martí d'Urtx, Sant Miquel de Soriguerola i Santa Eulàlia d'Estoll. Consta l'existència d'una església al nucli d'Escadarcs, Sant Jaume d'Escadarcs, avui desapareguda.
Es troba en procés d'excavació el jaciment ibèric del Serrat del Castellar.

## Entitats i associacions
- Colla de geganters i grallers de Queixans.

## Fires i festes
- Festa major d'Urtx i el Vilar (finals d'agost)
- Festa major de Queixans - Sant Cosme i Sant Damià (cap al 26 de setembre)
- Festa petita d'Urtx - Sant Martí (cap a l'11 de novembre)
- Festa d'Estoll i Escadarcs - Santa Eulàlia (cap al 10 de desembre)
- Festa Major de Les Pereres i Festa Petita de Queixans - Sant Esteve (26 de desembre)

## Persones il·lustres
- Mestre de Soriguerola (c. 1230 - ?) fou un pintor de nom desconegut.
- Bernat d'Urtx, (documentat el 1081).
- Galceran d'Urtx, (mort vers el 1173), senyor d'una part de Jóc, d'Urtx i de Naüja.
- Ramon I d'Urtx, mort el 1194.
- Galceran II d'Urtx, (mort vers el 1247), casat amb Blanca de Mataplana, filla de n'Hug VI de Mataplana.
- Galceran III d'Urtx, mort poc després del 1279.
- Pere d'Urtx, Bisbe d'Urgell.
- Ramon II d'Urtx, (mort el 1297), casat amb Esclarmonda de Conat (també anomenada Esclarmonda de Pallars)